# Taistoism
Taistoism (finska: taistolaisuus) är den politiska ideologi som företräddes av den stalinistiska minoriteten inom Finlands kommunistiska parti (FKP) och fick namnet efter Taisto Sinisalo, som 1970–1982 var partiets vice ordförande. 
Anhängarna kallades taistoiter och rörelsen, som främst appellerade till studenterna, som från slutet av 1960-talet strömmade till partiets minoritetsflygel med avsikten att kämpa för ideal som den europeiska nyvänstern – av vilken detta finländska fenomen var en yttring – redan upplevde som förlegade. Studenternas revolutionsromantik var mentalt besläktad med den idealisering av sovjetsamhället som under decennierna mellan de båda världskrigen hade förekommit i intellektuella kretsar i Västeuropa, bland annat i Storbritannien. Från studenternas led spred sig denna romantik till kulturlivet och medierna. Dess företrädare lyckades uppnå synliga positioner särskilt inom det statliga Yle. 
Att denna situation uppstod just i Finland berodde på flera omständigheter. Utvecklingen hade under 1960-talet lett till att kommunismen i intellektuella kretsar – där man tidigare hade varit starkt avståndstagande till denna och all annan marxism – på som man föreställde sig rationella grunder började betraktas med mindre misstro, som ett medel för skapandet av integration i samhället. Denna ideologiska förskjutning vänsterut medförde att även studenterna upptäckte arbetarklassen och kommunismen. De radikala element som senare blev tongivande accepterade dock inte att kommunismen skulle integreras i det borgerliga samhället. Även den uppgörelse med inbördeskriget 1918 som ägde rum under 1960-talet – främst som ett resultat av Väinö Linnas så kallade torpartrilogi – knuffade studenterna i riktning mot yttervänstern. 
Taistoiterna uppfattades av en del som ett allvarligt hot mot det bestående samhället, vars grundvalar den ungdomliga skaran dock inte hade några förutsättningar att kunna rubba på egen hand. Som särskilt hotfullt upplevdes det att de unga entusiasternas verksamhet i skolor och vid universitet dirigerades från sovjetambassaden, vilket ledde till borgerliga motåtgärder som finansierades bland annat av arbetsgivarorganisationerna, främst bland dem Näringslivets delegation. När man i andra politiska läger knöt direkta sovjetkontakter, innebar detta att taistoiterna och övriga radikala kommunister marginaliserades.
Efter att Arvo Aalto, som var företrädare för majoritetsflygeln, blivit partiordförande 1984 uteslöts inemot 500 partiavdelningar med 10 000 medlemmar. De uteslutna taistoisterna bildade 1986 gruppen Finlands kommunistiska parti (enhet) och valorganisationen Demokratiskt Alternativ. Efter att det ursprungliga FKP 1990 uppgått i Vänsterförbundet bildade taistoisterna 1997 det nya Finlands kommunistiska parti.